# Ruine Weissenberg
Die Ruine Weissenberg ist der Rest einer Spornburg in einem Waldstück auf dem Osthang des Weißenberges zwischen dem Kollnitzberg und dem Weißenberg in der niederösterreichischen Gemeinde Münichreith-Laimbach. Heutzutage sind jedoch nur mehr einige wenige Mauerüberreste sichtbar. Die Burg wurde gegen Ende des 12. Jahrhunderts angelegt. Die Herrschaft umfasste damals das Gebiet von Laimbach-Münichreith und Marbach.

## Geschichte
Von 1268 bis 1326 dürfte sich die Burg Weissenberg im Besitz des gleichnamigen Geschlechtes befunden haben. Genannt wird Otto von Weissenbergh in einer Pöchlarner Urkunde. Danach verödete das Schloss vollständig und wurde der Herrschaft Mollenburg zugehörig.
Um 1560 renovierte Samson Präzl das Schloss Weissenberg, wobei er es mit einer Wasserleitung ausstattete und eine Wirtschaft mit Garten errichtete. Er erhob es damit zum Sitze einer bedeutenden Herrschaft mit Landgericht. Die Markt Marbach an der Donau, das Forstamt Kollnitz mit den Wäldern am Ostrong und die Ämter Münichreith und Laimbach von der Herrschaft Mollenburg wurden daraufhin der Herrschaft Weissenberg unterstellt.
Im 17. Jahrhundert verfiel die Burg wieder. 1675 wurde die Burg bereits wieder großteils als baufällig und nicht bewohnbar beschrieben.
1678 gelangte die Burg mit ihren Besitzungen, 140 Untertanen und 64 Pfund Erträgnis, an die Grafen von Starhemberg. Diese verlegten jedoch die Herrschaftskanzlei in das Herrenhaus in Marbach, woraufhin das Schloss weiter verfiel. 1818 verkaufte Wenzel Tuwora die Burg an die kaiserliche Familie. Noch in diesem Jahr wurde das Gut vom österreichischen Kaiser Franz I. besucht. Bis 1896 blieb der Besitz mit dem Gut Persenbeug vereinigt. Ab dann wurden die Güter bei Münichreith und Laimbach dem Gute Pöggstall zugezogen, in welchem es bis 1919 verblieb.

## Beschreibung
Die Burg wurde auf einer etwas tiefer gelegenen Terrasse im Osten des Weißenberges errichtet. In Richtung des Vorgeländes, welches felsdurchsetzt war, wurde ein Halsgraben angelegt.
1971 wurde von Gerhard Seebach ein Grundriss angefertigt, der sich jedoch mit der heutzutage sichtbaren Situation nur schwer vereinbaren lässt. Ein dreigeschoßiger Wehrturm mit einem quadratischen Grundriss von jeweils 4,6 m Seitenlänge und einer Wehrplatte unter seinem steilen Zeltdach bildete laut diesem Grundriss den Kern der Burg. Die Grundmauern dieses Turmes sind heute noch an der nordwestlichen Seite der Terrasse sichtbar. An der südwestlichen Kante des Turmes war ein Tor angebaut, welches mit Gebäuden im östlichen Teil der Burg einen Hof bildete. Im Süden und Osten lassen Schütthügel und geringe Mauerreste auf eine polygonale Bering- oder Gebäudesituation schließen. Hierbei dürfte sich ein fünfeckiger Hof befunden haben, der jedoch um ca. 2 m tiefer gelegen war als der erste und durch seine Kleinräumigkeit überrascht.
Nach heutiger Sicht dürfte es sich jedoch keineswegs um einen Turm gehandelt haben. Die eher dünnen Mauern zwischen 65 und 80 cm lassen eher auf ein für Wohnzwecke ausgelegtes Gebäude schließen.
Der Name Weissenberg deutet auf einen lichten Berg hin, doch kann auch die Verbindung zu einem möglicherweise weiß getünchten Schloss hergestellt werden.